# Browar w Kościerzynie
Browar w Kościerzynie – browar zlokalizowany w Kościerzynie.

## Historia

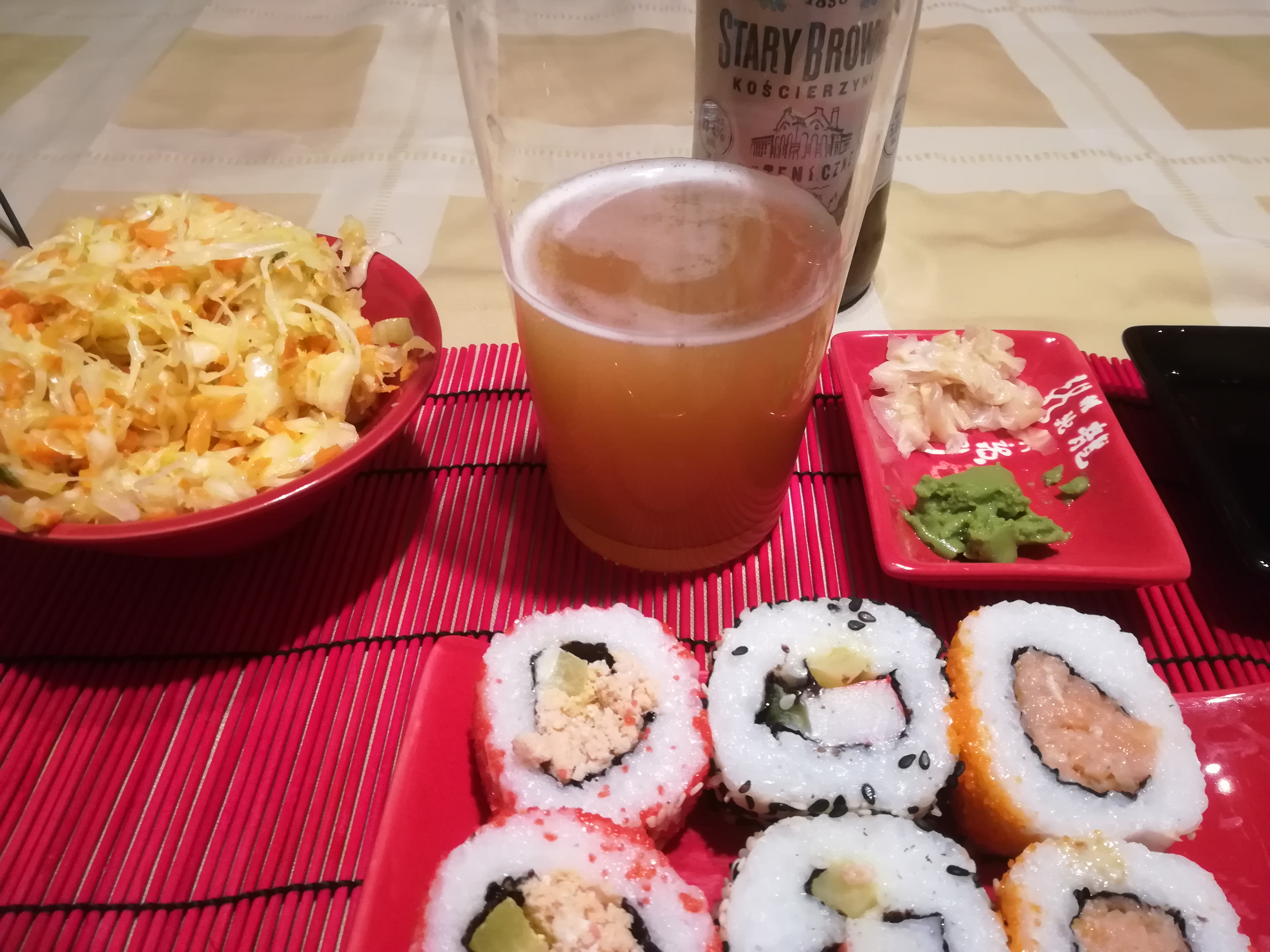
Piwo kościerzyńskie serwowane do sushi

Historia piwowarstwa w Kościerzynie sięga XVI wieku, ale piwo warzono wówczas jedynie na użytek własny. W XVII wieku browar kościerzyński w Starym Grabowie należał do zakonników z Kartuz. W 1856 Carl Teodor Hanff został właścicielem Berenter Bierbrauerei, czyli obecnego Starego Browaru Kościerzyna. W 1872 browar miał fermentownię, leżakownię, spichlerz, wozownię, dom właściciela, 16-metrowy strażacki komin, kotłownię, tłocznię z magazynem oraz skład lodu. W 1895 Wilhelm Brendel zostaje właścicielem części Browaru (zakupił ją od Abrahama Berenta). W latach 1910–1912 w zakładzie powstawało piwo jasne kościerskie Śmietanka, a także ciemne, karmelowe Dubeltowe. Sprzedawano je na całym Pomorzu. W latach międzywojennych browar przeżywał lata rozkwitu. Produkowano tu Koźlak, Pełne Jasne, Słodowe Pasteryzowane i Englishe Ale. Miał filie w Kartuzach, Sierakowicach, Gdyni oraz Gdańsku. W 1948 przekształcono go w rozlewnię wód gazowych, lemoniad, a potem w fabrykę miodów pitnych. W 1991 produkcję zakończono, a w 1998 oficjalnie zlikwidowano działalność. W 2010, w wyniku prac archeologicznych, odkryto liczne pamiątki z przeszłości zakładu. W 2013 otwarto ponownie browar wraz z kompleksem hotelowo-gastronomicznym Stary Browar Kościerzyna. Warzone jest tu Piwo Kościerskie. 
Na terenie kompleksu zachowane są relikty przeszłości - resztki studni i komina.